# Skoda Czech Open 1997
Skoda Czech Open 1997 — жіночий тенісний турнір, що проходив на відкритих кортах з ґрунтовим покриттям I. Czech Lawn Tennis Club у Празі (Чехія). Належав до турнірів 4-ї категорії в рамках Туру WTA 1997. Відбувся вшосте і тривав з 14 до 20 липня 1997 року.

## Фінальна частина

### Одиночний розряд, жінки
Йоаннетта Крюгер —  Маріон Маруска 6–1, 6–1
- Для Крюгер це був єдиний титул за сезон і 2-й - за кар'єру.

### Парний розряд, жінки
Руксандра Драгомір /  Каріна Габшудова —  Ева Мартінцова /  Гелена Вілдова 6–1, 5–7, 6–2
- Для Драгомір це був 2-й титул за сезон і 7-й — за кар'єру. Для Габшудової це був єдиний титул за сезон і 2-й - за кар'єру.